# Lijst van oorlogsmonumenten in Zeist
De Nederlandse gemeente Zeist heeft 19 oorlogsmonumenten. Hieronder een overzicht.
| Nr.  | Object                                           | Herdachte groep | Ontwerper                                                   | Onthulling        | Type               | Locatie                          | Plaats     | Coördinaten                  | Foto                                |
| ---- | ------------------------------------------------ | --- | ----------------------------------------------------------- | ----------------- | ------------------ | -------------------------------- | ---------- | ---------------------------- | ----------------------------------- |
| 1252 | Monument aan de Zinzendorflaan                   | burgerslachtoffers, burgers voormalig Nederlands-Indië, verzet Nederland | Steenhouwerij van der Velde (uitvoering)                    |                   | plaquette          | Zinzendorflaan, 3703 CE          | Zeist      | 52° 4' 46" NB, 5° 14' 7" OL  | Meer afbeeldingen                   |
| 1695 | Monument op sportveld 'Dijnselburg'              | burgerslachtoffers | Maarten L. Pauw (1912-1966)                                 | 1 juni 1946       | zuil               | Dijnselburgerlaan, 3705 LP       | Zeist      | 52° 6' 15" NB, 5° 14' 51" OL | Monument op sportveld 'Dijnselburg' |
| 1924 | Brits oorlogsgraf                                | geallieerde militairen |                                                             |                   | begraafplaats/graf | Woudenbergseweg 46B-50B, 3701 BC | Zeist      | 52° 5' 31" NB, 5° 16' 57" OL | Meer afbeeldingen                   |
| 1925 | Nederlands grafmonument                          | militairen in dienst van het Ned. Kon. 1940-1945, burgerslachtoffers, verzet Nederland                                                                                             | Ir. Leendert Gerrit Visser (1910-1991)                      | 5 april 1946      | begraafplaats/graf | Woudenbergseweg 46B-50B, 3701 BC | Zeist      | 52° 5' 26" NB, 5° 16' 53" OL | Meer afbeeldingen                   |
| 1927 | Plaquette in de Oosterkerk                       | burgerslachtoffers |                                                             | 4 mei 1950        | plaquette          | Woudenbergseweg 44, 3701 BC      | Zeist      | 52° 5' 5" NB, 5° 14' 59" OL  |                                     |
| 1928 | Monument voor de Gevallenen                      | militairen in dienst van het Ned. Kon. na 1945, koopvaardijpersoneel, militairen in dienst van het Ned. Kon. 1940-1945, burgerslachtoffers, vervolgden Nederland, verzet Nederland | Dirk Wolbers (1890-1957)                                    | 4 juli 1951       | beeld/sculptuur    | 3701 GA                          | Zeist      | 52° 5' 5" NB, 5° 14' 29" OL  | Meer afbeeldingen                   |
| 1929 | Niet Weer \| Nooit Meer                          | vervolgden Nederland | Victor Levie (13-04-1955)                                   | 23 april 2001     | gedenksteen        | Slotlaan, 3701 GA                | Zeist      | 52° 5' 2" NB, 5° 14' 23" OL  | Niet Weer \| Nooit Meer             |
| 1930 | Vrijheid                                         | algemeen | Han van den Bosch (03-06-1935)                              | 5 mei 1995        | beeld/sculptuur    | Vrijheidsplein, 3705 PP          | Zeist      | 52° 6' 4" NB, 5° 14' 44" OL  | Meer afbeeldingen                   |
| 1931 | Vrijheidsboom                                    | algemeen, geallieerde militairen |                                                             |                   | boom               | Utrechtseweg 67, 3704 HE         | Zeist      | 52° 5' 30" NB, 5° 13' 29" OL | Meer afbeeldingen                   |
| 1932 | Monument aan de Soestdijkerweg                   | burgerslachtoffers | Hendrik Goos (1886-1980)                                    |                   | overig             | Soestdijkerweg 6, 3734 MH        | Den Dolder | 52° 9' 43" NB, 5° 14' 4" OL  | Meer afbeeldingen                   |
| 1933 | Plaquette in het NS-station                      | burgerslachtoffers | Ir. H.G.J. Schelling (ontwerp), H.J. Winkelman (uitvoering) |                   | plaquette          | Dolderseweg 148A, 3734 BL        | Den Dolder | 52° 8' 23" NB, 5° 14' 31" OL | Plaquette in het NS-station         |
| 1934 | Monument aan de Dolderseweg                      | algemeen |                                                             | 4 mei 1970        | kruis              | Dolderseweg, 3734 BL             | Den Dolder | 52° 8' 36" NB, 5° 14' 20" OL | Monument aan de Dolderseweg         |
| 1935 | Bevrijdingsbank                                  | algemeen |                                                             | 30 augustus 1945  | gedenkbank         | Dolderseweg, 3734 BL             | Den Dolder | 52° 8' 36" NB, 5° 14' 20" OL | Meer afbeeldingen                   |
| 1936 | Monument bij het Stationsgebouw                  | verzet Nederland, overig | Hendrik Goos (1886-1980)                                    | 17 september 1945 | gedenksteen        | Dolderseweg 148A, 3734 BL        | Den Dolder | 52° 8' 23" NB, 5° 14' 31" OL | Meer afbeeldingen                   |
| 1937 | Plaquette in de Noorderkerk                      | burgerslachtoffers |                                                             | 4 mei 1950        | plaquette          | Bergweg 92A, 3707 AE             | Zeist      | 52° 5' 43" NB, 5° 14' 36" OL |                                     |
| 2632 | Indië-monument                                   | militairen in dienst van het Ned. Kon. na 1945 | Steenhouwerij van der Velde (uitvoering)                    | 23 november 2002  | gedenksteen        | 3701 GA                          | Zeist      | 52° 4' 55" NB, 5° 14' 19" OL | Meer afbeeldingen                   |
| 2708 | Monument voor gevallen KNVB-bondsleden           | burgerslachtoffers | N.V. Bosma & Florack                                        | 10 december 1949  | overig             | Woudenbergseweg 56-58, 3701 BC   | Zeist      | 52° 5' 19" NB, 5° 17' 25" OL | Meer afbeeldingen                   |
| 2992 | Oorlogsmonument                                  | verzet Nederland |                                                             | 26 april 2007     | gedenksteen        |                                  | Austerlitz | 52° 4' 44" NB, 5° 18' 51" OL | Meer afbeeldingen                   |
| 3945 | gedenkteken ‘De Wolk’ voor vergeten slachtoffers | burgerslachtoffers, vervolgden Nederland | Christoph Seyfert                                           | 9 september 2016  | beeld/Sculptuur    | Vijverhof, Dolderseweg           | Den Dolder |                              |                                     |

Amersfoort ·
Baarn ·
Bunnik ·
Bunschoten ·
De Bilt ·
De Ronde Venen ·
Eemnes ·
Houten ·
IJsselstein ·
Leusden ·
Lopik ·
Montfoort ·
Nieuwegein ·
Oudewater ·
Renswoude ·
Rhenen ·
Soest ·
Stichtse Vecht ·
Utrecht ·
Utrechtse Heuvelrug ·
Veenendaal ·
Vijfheerenlanden ·
Wijk bij Duurstede ·
Woerden ·
Woudenberg ·
Zeist